# Hong Kong Police Football Club
Hong Kong Police Football Club est un club hongkongais de football. 

## Histoire
Le Hong Kong Police FC est l'un des clubs historiques du football hongkongais. Il participe aux premières éditions du championnat de première division dès le milieu des années 1940 et parvient à disputer X saisons consécutives parmi l'élite avant une première relégation à l'issue de la saison 1973-1974. Il passe ensuite une seule année en seconde division avant de remonter immédiatement en D1. Sa dernière apparition en première division se déroule lors de l'édition 1991-1992 du championnat, qu'il termine à la dernière place, synonyme de relégation en division inférieure.
Son palmarès est constitué de sept titres de champion de deuxième division, obtenus entre 1975 et 1991, plus un Hong Senior Shield, remporté en 1920. À noter qu'en 1983, le club est sacré champion de D2 mais refuse sa promotion en première division, ce qui cette année-là, permet à South China AA, club historique avec ses vingt titres de champion, de ne pas être relégué après avoir pourtant terminé à la dernière place du classement.

## Palmarès
- Championnat de Hong Kong D2 :
  - Vainqueur en 1975, 1978, 1980, 1983, 1984 et 1991

- Hong Kong Senior Shield :
  - Vainqueur en 1920
  - Finaliste en 1928, 1935, 1936, 1937, 1962, 1966 et 1969